# MTV Unplugged (álbum de Ricky Martin)
MTV Unplugged es el título del primer álbum en vivo grabado por el artista puertorriqueño-estadounidense Ricky Martín, dirigido por Jeanine Anuel, MTV Latin América,. Fue lanzado al mercado bajo el sello discográfico Sony BMG Norte el 7 de noviembre de 2006, ha vendido más de 2,000,000 de copias en todo el mundo  y ha sido certificado con varios discos de platino y oro.
El sencillo principal del álbum titulado Tú recuerdo se ubicó en uno de los puestos de los Billboard latinos y permaneció una semana en el puesto 89 del Billboard Hot 100.

## Información del álbum
El 14 de noviembre de 2006 se publicó el disco Ricky Martin MTV Unplugged, que fue grabado el 17 de agosto de 2006 en el Centro BankUnited de Miami (Estados Unidos). El esperado disco acústico de Ricky Martin contiene nuevas versiones de éxitos como La bomba, María, Lola Lola, Fuego de noche nieve de día, Volverás, Asignatura pendiente, Vuelve, Perdido sin ti, Gracias por pensar en mí... Especialmente atractiva para el público español fue la colaboración de La Mari (cantante de Chambao), cantando a dúo con Ricky Martin el tema inédito Tu recuerdo. El artista puertorriqueño estrenó en el concierto otras dos nuevas canciones (Pégate y Con tu nombre) y estuvo acompañado por más de 17 músicos.
«Ricky tuvo una noche fantástica —declaró José Tillán, vicepresidente de MTV Latinoamérica—. Sus nuevas canciones conectaron con la audiencia y sus grandes éxitos estuvieron llenos de vida y energía gracias a los nuevos arreglos». Por su parte, Charlie Singer, productor ejecutivo del disco Ricky Martin MTV Unplugged, dijo: «Lo que hace la experiencia Unplugged tan sin igual es que permite a los artistas reinventarse a sí mismos y asumir riesgos. Ricky logró hacerlo y estamos orgullosos de haber sido parte de este proceso». La dirección del espectáculo estuvo a cargo de Manny Rodríguez, que también realizó el disco Alejandro Sanz: MTV Unplugged, premiado con tres Grammy Latinos. El concierto Ricky Martin MTV Unplugged fue emitido por MTV Latinoamérica, MTV Tr3s y MTV Puerto Rico el 1 de noviembre de 2006 y estará disponible para los cien canales MTV a nivel mundial.
Durante el concierto, Ricky Martin, embajador de Unicef, envió un emotivo mensaje a los niños de todo el mundo que sufren la opresión y el desplazamiento a causa de la pobreza y de los conflictos bélicos. Por su compromiso con la infancia, el puertorriqueño será nombrado «Persona del Año» en los Grammy Latinos de 2006.

## Listas de canciones
| CD/DVD |                                                       |                                                                |          |  |
| N.º    | Título                                                | Escritor(es)                                                   | Duración |  |
| 1.     | «Gracias por pensar en mí»                            | Renato Russo · Dado Villa-Lobos · Marcelo Bonfá · Ricky Martin | 4:38     |  |
| 2.     | «Con tu nombre»                                       | Cristian Zalles · Juan Carlos Pérez Soto                       | 4:20     |  |
| 3.     | «María»                                               | Luis Gómez-Escolar · K. C. Porter · Ian Blake                  | 5:31     |  |
| 4.     | «Tu recuerdo» (con La Mari de Chambao y Tommy Torres) | Tommy Torres                                                   | 4:07     |  |
| 5.     | «Perdido sin ti»                                      | Luis Gómez-Escolar · K.C. Porter · Draco Rosa                  | 4:26     |  |
| 6.     | «Asignatura pendiente»                                | Ricardo Arjona                                                 | 4:19     |  |
| 7.     | «Vuelve»                                              | Franco De Vita                                                 | 5:35     |  |
| 8.     | «Lola, Lola»                                          | Luis Gómez-Escolar · K.C. Porter · Draco Rosa                  | 4:20     |  |
| 9.     | «Volverás»                                            | Luis Gómez-Escolar · K.C. Porter · Ian Blake · Ricky Martin    | 5:05     |  |
| 10.    | «La bomba»                                            | Luis Gómez-Escolar · K.C. Porter · Draco Rosa                  | 5:49     |  |
| 11.    | «Fuego de noche, nieve de día»                        | Luis Gómez-Escolar · K.C. Porter · Ian Blake · Draco Rosa      | 5:12     |  |
| 12.    | «Pégate»                                              | Roy Tavaré · Ricky Martin · Tommy Torres                       | 4:05     |  |

| Wal-Mart exclusive DVD bonus |                                            |          |  |
| N.º                          | Título                                     | Duración |  |
| 1.                           | «The Making of Ricky Martin MTV Unplugged» | 40:00    |  |

## Créditos y personal
| - Raphael Alkins - Ingeniero - Wanda Berrios, Cabelo - Maquillaje - Gustavo Borner - Ingeniero - Richard Bravo - Percusiones - David Cabrera - Director Musical, Arreglista, Guitarra (Acústica), Guitarra Española, Coros - Andrés Casanova - Ingeniero Asistente - Albert Centrella - Productor - Bob Clearmountain - Ingeniero - Roger Cooper - Gerente de Producto - Omar Cruz - Fotografía - Guillermo Cubero Güiro - Pandereta Seguidor - Mari DeChambao - Artista invitada - Bruno Del Granado - Productor Ejecutivo - Roman Díaz - Estilista - Brett Dicus - Ingeniero - Brandon Duncan - Asistente - Ron Dziubla - Saxofón - Scott Flavin - Violín - Paul Forat - A&R - Chris Glansdorp - Chelo - Ted Jensen - Mastering - Hardi Kamsani - Edición digital | - Daniel López - Percusiones - Waldo Madera - Batería - Richard Martínez - Pandereta Seguidor - Héctor "Tito" Matos - Pandereta Requinto - Phil McArthur - Contrabajo, Bajo Sexto - Christian Nieves - Cuatro - George Noriega - Guitarra - Scott ODonnell - Viola - Luis Olazabal - Fotografía - Alfredo Oliva - Violín - Carlos David Pérez - Coros - Carlos Pérez - Diseño gráfico, Director creativo - Liza Quin - Coros - Luis Aquino - Trompeta - RJ Ronquillo - Guitarra (Acústica), Mandolina, Guitarra Española - Erik Noel Rosado - Ingeniero - Charlie Singer - Productor, Productor Ejecutivo - Ben Stivers - Piano eléctrico Wurlitzer - José Tillán - Productor, Productor Ejecutivo - Tommy Torres - Productor - Víctor Vázquez - Trombón - Mike Rivera - Productor Versión Salsa - Immanuel Ramírez - Ingeniero Versión Salsa - José Luis Vega - Diseño de imagen |

© MMVI. Sony BMG Music Entertainment (Netherlands) B.V.

## Listas
| País           | Lista (2006)               | Alta posición |
| -------------- | -------------------------- | ------------- |
| Argentina      | Álbumes Chart              | 2             |
| Italia         | Álbumes Chart              | 74            |
| México         | Álbumes Chart              | 2             |
| Portugal       | Álbumes Chart              | 28            |
| España         | Álbumes Chart              | 6             |
| Estados Unidos | Billboard 200              | 38            |
| Estados Unidos | Billboard Top Latin Albums | 1             |
| Estados Unidos | Billboard Latin Pop Albums | 1             |
| Estados Unidos | Billboard Top Music Video  | 5             |

| País           | Lista (2006)                  | Posición |
| -------------- | ----------------------------- | -------- |
| México         | Álbumes Chart                 | 30       |
| País           | Lista (2007)                  | Posición |
| México         | Mexican Albums Chart          | 11       |
| Estados Unidos | US Billboard Top Latin Albums | 13       |
| Estados Unidos | US Billboard Latin Pop Albums | 5        |

| País           | Lista (2000s)                 | Posición |
| -------------- | ----------------------------- | -------- |
| Estados Unidos | US Billboard Top Latin Albums | 92       |

### Sucesión y posicionamiento
| Predecesor: Crossroads: Cruce de caminos de Intocable | U.S. Billboard Top Latin Albums — Álbum N°. 1 25 de noviembre de 2006 - 1 de diciembre de 2006 | Sucesor: Navidades de Luis Miguel |

| Predecesor: Ayer fue Kumbia Kings, hoy es Kumbia All Starz de A.B. Quintanilla y los Kumbia All Starz | U.S. Billboard Latin Pop Albums — Álbum N°. 1 25 de noviembre de 2006 - 1 de diciembre de 2006 | Sucesor: Navidades de Luis Miguel |

## Certificaciones
| País           | Proveedor          | Ventas  | Año  | Certificación               |
| América        |                    |         |      |                             |
| Argentina      | CAPIF              | 80 000  | 2007 | 2x Platino                  |
| Argentina      | CAPIF (DVD)        | 8 000   | 2007 | Platino                     |
| Colombia       | ASINCOL            | 5 000   | 2007 | Oro                         |
| México         | AMPROFON           | 200 000 | 2007 | 2× Platinum                 |
| México         | AMPROFON (Digital) | 750 000 | 2007 | 2× Platino + Diamante + Oro |
| Estados Unidos | RIAA               | 200 000 | 2007 | 2x Platino                  |
| Estados Unidos | RIAA (DVD)         | 50 000  | 2007 | Oro                         |
| Venezuela      | APFV               | 10 000  | 2007 | Platino                     |
| Europa         |                    |         |      |                             |
| España         | PROMUSICAE         | 40 000  | 2007 | Oro                         |